# Virginia Tovar
Virginia Tovar (1968. május 6. –) mexikói nemzetközi női labdarúgó-játékvezető. Teljes neve Virginia Tovar Dias.
Polgári foglalkozása testnevelő tanár, műszaki igazgató.

## Pályafutása
A FEMEXFUT Játékvezető Bizottságának (JB) minősítésével 1995-től a Tercera División, 1996-tól az Ascenso MX, majd 1998-tól a Liga MX játékvezetője. Az első mexikói nő, aki mérkőzést vezethetett a Liga MX bajnokságban. A női labdarúgó-bajnokságban kiemelten foglalkoztatott bíró. Küldési gyakorlat szerint rendszeres 4. bírói szolgálatot is végzett. A nemzeti játékvezetéstől 2008-ban visszavonult. Összes bajnoki mérkőzéseinek száma: 34. Liga MX mérkőzéseinek száma: 4. 
| Időpont           | Helyszín                             | Mérkőzés típusa        | Mérkőzés                 | Eredmény |
| ----------------- | ------------------------------------ | ---------------------- | ------------------------ | -------- |
| 2004. február 22. | Estadio Sergio León Chávez, Irapuato | első Liga MX mérkőzése | CD Irapuato–Club América | 2 – 1    |

A Mexikói labdarúgó-szövetség JB terjesztette fel nemzetközi játékvezetőnek, a Nemzetközi Labdarúgó-szövetség (FIFA) 1996-tól tartotta nyilván női bírói keretében. A FIFA JB központi nyelvei közül a spanyolt beszéli. A CONCACAF JB besorolásával elit kategóriás játékvezető. Több nemzetek közötti válogatott (Női labdarúgó-világbajnokság), valamint klubmérkőzést vezetett, vagy működő társának 4. bíróként segített. A  nemzetközi játékvezetéstől 2008-ban búcsúzott.
A 2004-es U19-es női labdarúgó-világbajnokságon a FIFA JB bíróként alkalmazta.
| Időpont            | Helyszín                              | Mérkőzés típusa              | Mérkőzés                       | Eredmény | Nézők száma |
| ------------------ | ------------------------------------- | ---------------------------- | ------------------------------ | -------- | ----------- |
| 2004. november 13. | Anniversary Stadion, Chiang Mai       | csoportmérkőzés (B. csoport) | Brazília–Nigéria               | 2 – 3    | 7 687       |
| 2004. november 18. | Surakul Stadion, Phuket               | csoportmérkőzés (C. csoport) | Egyesült Államok–Spanyolország | 1 – 0    | 9 652       |
| 2004. november 27. | Rajamangala National Stadion, Bangkok | döntő                        | Németország–Kína               | 2 – 0    | 23 000      |

Az 1999-es női labdarúgó-világbajnokságon a FIFA JB bírói szolgálattal bízta meg.
| Időpont          | Helyszín                         | Mérkőzés típusa              | Mérkőzés         | Eredmény | Nézők száma |
| ---------------- | -------------------------------- | ---------------------------- | ---------------- | -------- | ----------- |
| 1999. június 19. | Spartan Stadion, San José        | csoportmérkőzés (D. csoport) | Kína–Svédország  | 2 – 1    | 23 298      |
| 1999. július 1.  | Jack Kent Cook Stadion, Landover | egyik negyeddöntő            | Brazília–Nigéria | 4 – 3    | 54 642      |

Aktív pályafutását befejezve a CONCACAF JB instruktora, nemzetközi ellenőr.